# Wahl zur Verfassunggebenden Versammlung Syriens 1961
Die Syrischen Parlamentswahlen von 1961 waren die ersten freien demokratischen Wahlen in Syrien, nachdem sich die Syrische Republik von der Vereinigten Arabischen Republik (1958–1961) wieder abspaltete. Die Wahl fand am 1. und 2. Dezember des Jahres statt. Es war gleichzeitig die letzte freie und demokratische Wahl in der syrischen Geschichte.

## Vorbereitungen
Am 29. Oktober 1961 wurde das Wahlgesetz von 1949 wiederhergestellt und durch das Parlamentsdekret No. 56 modifiziert. Die grundlegenden Provisionen des 1949er-Gesetzes blieben in Kraft: Jeder Syrische Staatsbürger über dem Alter von 18 hat das Recht zu wählen; ein Abgeordneter für je 30.000 Wähler; getrennte Vertretung für Nichtmuslime und Beduinenstämme. Eine der wichtigeren Änderungen war die Vergabe des passiven Wahlrechts an Frauen – zusätzlich zum aktiven Wahlrecht, das 1949 zugesichert wurde. Der 1. Dezember wurde als Wahltag anvisiert. Das Wahlgesetz stipulierte auch, dass die Stimmabgabe bis zum 2. Dezember ausgedehnt werden sollte, falls bei Schließung der Wahlurnen am 1. Dezember weniger als 51 % der Wähler ihre Stimmen abgegeben haben. Die Deadline für die Nominierung der Kandidaten wurde für den 22. November bestimmt. Die Wahlkreise wurden für insgesamt 172 Sitze angepasst. Die Gesamtzahl der Kandidaten wurde am Wahlabend mit 1.876 festgestellt, einschließlich 11 Frauen.
Kommunistische Kandidaten wurden von der Wahl ausgeschlossen.

### Übergangsregierung
Die Regierung entschied, dass Minister, die bei den Wahlen als Kandidaten auftraten, von ihren Posten im Kabinett zurücktreten sollen. Demgemäß wurde am 18. November der Rücktritt folgender Minister angekündigt: Léon Zamariya (Finanzen und Vergütung), Farhan al-Dschandali (Gesundheit), Fuad al-Adil (Arbeit und Soziale Angelegenheiten) und Said al-Sayyed (Agrarreform). Zusätzlich trat Ministerpräsident Maamun al-Kuzbari ebenfalls zurück und übergab am 20. November seinen Posten an den stellvertretenden Ministerpräsidenten Izzat al-Nouss (Bildungsminister). Dr. al-Nouss, der neue Ministerpräsident, betonte in einer Grundsatzerklärung den Übergangscharakter seiner Regierung, deren wichtigste Aufgabe die Abhaltung der Wahlen „zu ihrem eingeplanten Termint und einer Atmosphäre der Neutralität, der Unteilbarkeit und des Vertrauens“ war.
Drei Tage bevor die offiziellen Kampagnen begannen, gab das Armeekommando eine Erklärung heraus, in der sie ihre Neutralität in den Wahlen versicherte. Das Statement sagte auch aus, dass mehrere Kandidaten sich fälschlicherweise als Nominierungen der Armee ausgaben.

### Wahlkampfbestimmungen
Die Zeit für die Wahlkampagnen wurde auf den 22. November zum 29. November festgelegt. Die Regulierungen zielten auf die Geltendmachung voller Freiheit ab: Es gab ein Verbot während der Wahlperiode auf alles, was der Sicherheit der Armee oder der öffentlichen Sicherheit schaden könnte. Propaganda im Fernsehen und im Radio war verboten. Veröffentlichungen von Wahlmaterial in der Presse mussten durch neutrale Komitees in jeder Provinz überwacht werden.

## Wahlkampf
Obwohl die offizielle Wahlkampfkampagne am 22. November eröffnet wurde, war eine Wahlatmosphäre früher offensichtlich. Offiziell erlaubte Propaganda war sehr begrenzt. Jedem Kandidaten war es erlaubt, nur ein Statement von 65 Zeilen abzugeben, die vom Wahlkomitee angenommen wurde – in Morgen- und Abendzeitungen.

### Fraktionen
Am Wahlabend gab es zwei Hauptfraktionen: Konservative auf der rechten, die eine Abschaffung der sozialistischen Maßnahmen verlangten, welche während der Union verordnet wurden, und Linke, die ihre Beibehaltung wünschten. Andererseits wünschten sich alle Fraktionen einen demokratischen Wettbewerb. Die führende libanesische Zeitung al-Jareeda sah einen konservativen Sieg in Damaskus voraus, hauptsächlich wegen der Uneinigkeit zwischen den Rivalen. Hama und Homs schienen der Linken eher zugeneigt zu sein, vor allem wegen ihrer Sensibilität gegenüber den Problemen von Bauern. In der kurdischen al-Dschasira und im Drusengebirge war der Familienfaktor und die Clanzugehörigkeit entscheidend.

## Wahlen
Die Wahl wurde am 1. Dezember abgehalten. Sie fand auf einem geordneten Weg und in einer ruhigen Atmosphäre statt. In den meisten Wahlkreisen gab mehr als 51 % der Wählerschaft bis zur Schließung der Wahlurnen am 1. Dezember ihre Stimme ab; in den verbliebenen Wahlkreisen öffneten sich die Wahlstationen um 5:00 am 2. Dezember wieder. Die Wahl zur Versammlung war geheim; Wähler erhielten einen leeren Umschlag sowie einen weißen Wahlzettel und stimmten in der Ungestörtheit von Kabinen ab.

### Beteiligung
Es gab keine offiziellen Ergebnisse, jedoch legten Schätzungen die Zahl der berechtigten Wähler auf zwischen 1.000.000 und 1.250.000 fest. Gemäß dem syrischen Innenministerium variierte die Beteiligung in den verschiedenen Wahlkreisen von 48 bis 84 %, „eine Zahl, die in Syrien zuvor nicht erreicht wurde.“ In der Hauptstadt Damaskus betrug die Wahlbeteiligung 46 %.

### Ergebnisse
Zum Zeitpunkt der Wahlen waren alle politischen Parteien offiziell aufgelöst. Daher gab es nur unabhängige Kandidaten oder parteilose Listen, und die Ergebnisse wurden auf Basis der Parteizugehörigkeit und rechten versus linken Tendenzen interpretiert.
| Partei                                   | Anteil | Sitze | +/- |
| ---------------------------------------- | ------ | ----- | --- |
| Volkspartei                              | 19,2 % | 33    | +3  |
| Nationalpartei                           | 12,2 % | 21    | +2  |
| Arabisch-Sozialistische Baath-Partei     | 11,6 % | 20    | −2  |
| Muslimbruderschaft                       | 5,8 %  | 10    | +10 |
| Arabische Befreiungsbewegung             | 2,3 %  | 4     | +2  |
| Syrische Soziale Nationalistische Partei | 0 %    | 0     | −2  |
| Sozialistische Kooperationspartei        | 0 %    | 0     | −2  |
| Syrische Kommunistische Partei           | 0 %    | 0     | −1  |
| Demokratische Partei Kurdistan           | 0 %    | 0     | neu |
| Assyrische Demokratische Organisation    | 0 %    | 0     | neu |
| Unabhängige                              | 48,8 % | 84    | +20 |
| Gesamt                                   | 100 %  | 172   | +30 |
| Quelle: Nohlen u. a.                     |        |       |     |

Es wurde allgemein angenommen, dass die Ergebnisse ein Sieg für die politische Rechte waren. Der Erfolg der Muslimbruderschaft, die als „extrem rechts“ betrachtet wurde, und die „anti-Nasser“-Elemente fielen ebenfalls auf. Gemäß der Parteizugehörigkeit blieb die Volkspartei stärkste Fraktion, die zugleich viele Unabhängige anzog; die Nationalpartei und die Baath-Partei folgten. Bei der ersten Zusammenkunft der Versammlung am 12. Dezember wählte sie Maamun al-Kuzbari mit 114 Stimmen zum Sprecher des Parlaments und am 14. Dezember Nazem Koudsi, Vorsitzender der Volkspartei, mit einer Mehrheit von 153 Stimmen zum Präsidenten der Republik.

## Bibliografie
- Yitzhak Oron (Hrsg.): Middle East Record. Band 2: 1961. The Moshe Dayan Center, Jerusalem 1967. (online auf: books.google.com)
- Dieter Nohlen, Florian Grotz, Christof Hartmann (Hrsg.): Elections in Asia and the Pacific: A Data Handbook. Band 1: Middle East, Central Asia, and South Asia. Oxford University Press, 2001, ISBN 0-19-924958-X. (online auf: books.google.com)